# Best Company
Best Company è un'azienda di abbigliamento italiana fondata nel 1982 a Carpi dal designer Olmes Carretti.

## Storia

Best Company in veste di sponsor tecnico della plurititolata squadra di pallavolo della nella stagione 1988-89

Per tutti gli anni ottanta, assieme ad altri capi e marchi di abbigliamento quali i giacconi imbottiti (es. Ciesse Piumini, Moncler e Henry Lloyd), i jeans (es. Armani, Levi's, Uniform, Rifle in velluto millecoste, Avirex e Stone Island), i maglioni (Marina Yachting), i cinturoni,  stivali  e giubbotti (es. El Charro), le tipiche felpe colorate della Best Company furono scelte dai cosiddetti paninari, quali elementi distintivi.
Il marchio passa dapprima alla holding milanese Fin.part e poi, nel 2002, al gruppo Cisalfa il quale è anche distributore esclusivo. Dal 2017 fa parte della ligure Falis 2014, che ha rilanciato i prodotti anche grazie ad una collaborazione con il fondatore Olmes Carretti.